# Coachella Valley Music and Arts Festival

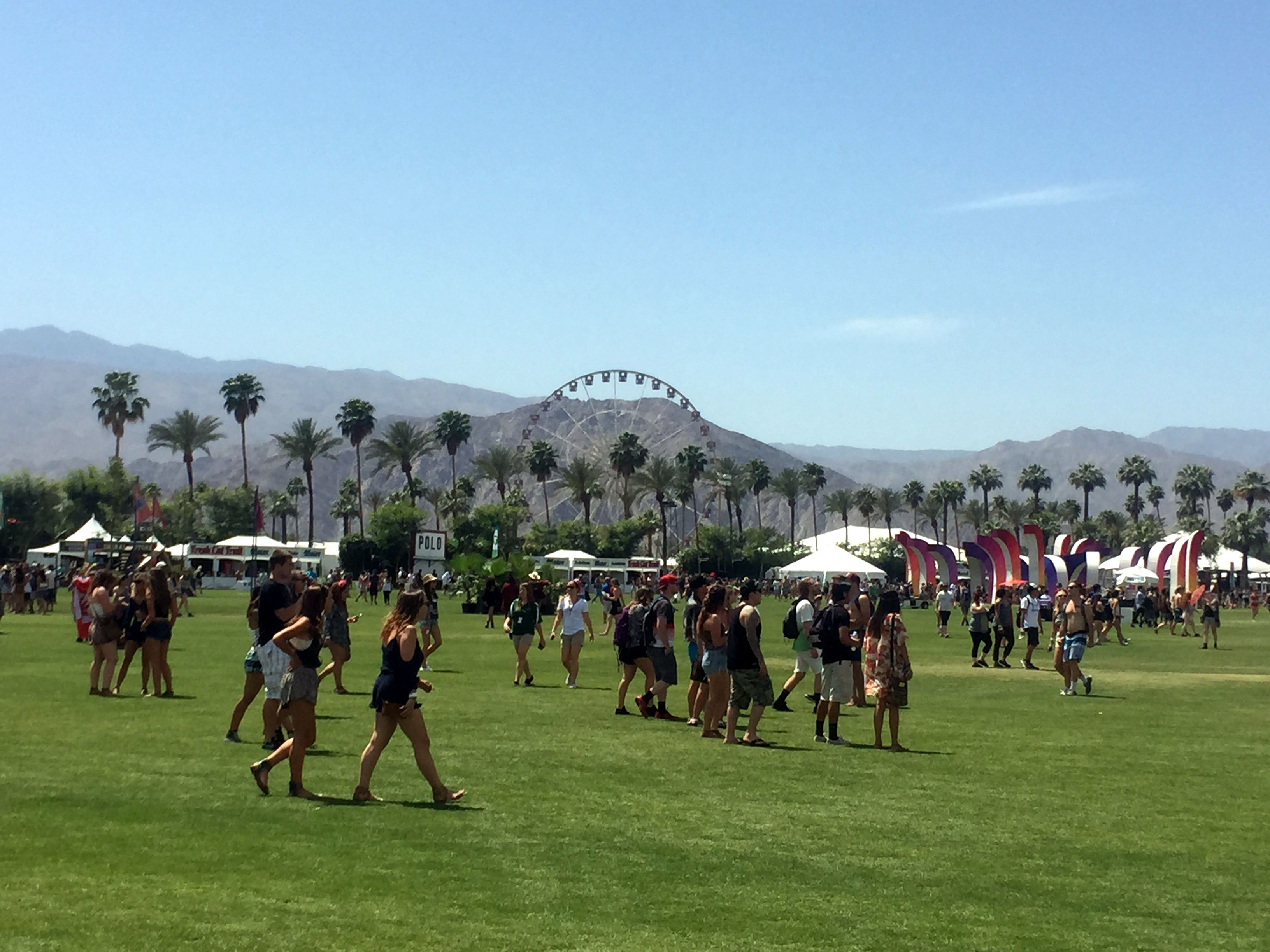
Coachella 2015

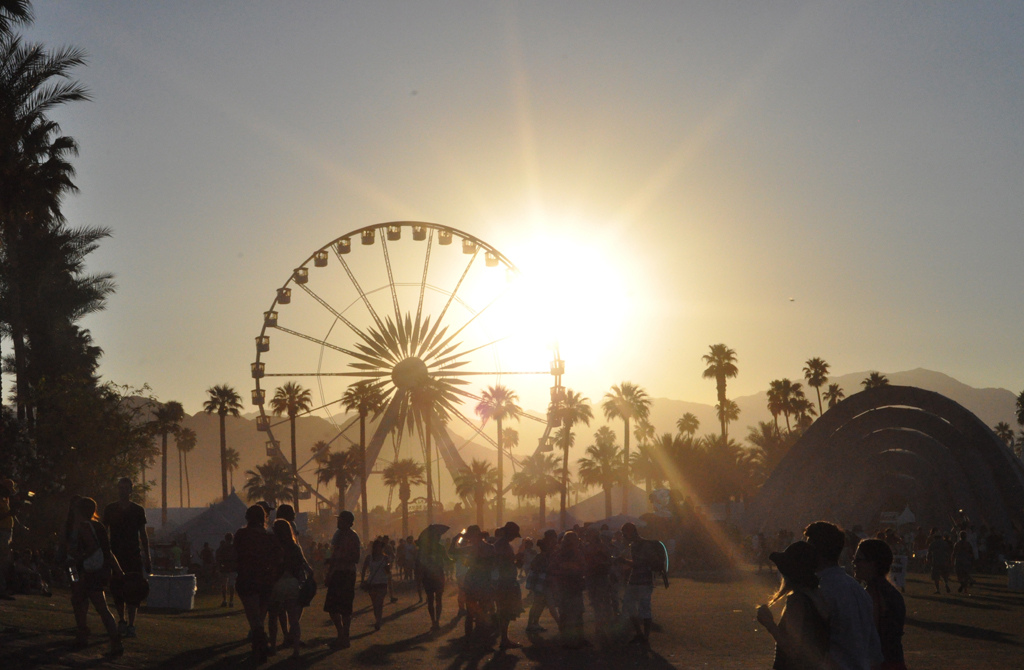
Coachella 2012

Das Coachella Valley Music and Arts Festival, auch bekannt als Coachella, ist ein Musikfestival in Indio im Coachella Valley, Kalifornien. Es findet seit 1999 jährlich statt und zählt zu den größten Festivals weltweit. Seit 2012 wird das gesamte Drei-Tages-Programm an zwei aufeinander folgenden Wochenenden mit denselben Künstlern gespielt. Neben Auftritten von Alternative-Rock-, Hip-Hop- und Electronica-Künstlern werden Installationen und Skulpturen präsentiert.

## Organisation
Seit 2001 gehört das Festival zur Anschutz Entertainment Group (AEG). Deren Eigentümer Philip Anschutz steht dabei in der Kritik, durch seine Stiftungen konservative, rechts-religiöse Organisationen und Politiker zu unterstützen, die gegen das Recht auf Abtreibung und gegen LGBTQ-Rechte kämpfen. Dies wird als widersprüchlich zur toleranten und progressiven Außenwahrnehmung des Festivals gesehen.

## Entwicklung
Bereits 1993 spielten mit Tool und Pearl Jam die ersten Rockbands auf dem Gelände des Empire Polo Club. Das erste Festival fand am 9. und 10. Oktober 1999 statt. Rund 25.000 Besucher sahen Auftritte von Bands wie Beck, The Chemical Brothers, Morrissey und Rage Against the Machine. Im Jahr 2000 fiel das Festival wegen finanzieller Probleme aus; im Folgejahr fand es am 28. April statt, um das Budget zu reduzieren und der Sommerhitze zu entgehen. Als Headliner konnte Jane’s Addiction gewonnen werden, die sich für das Festival wiedervereinte. Des Weiteren traten unter anderem Fatboy Slim, Iggy Pop, Sigur Rós, The Chemical Brothers, K&D, Paul Oakenfold, Weezer und Tricky auf. 2002 spielten an zwei Tagen unter anderem Siouxsie and the Banshees, Björk und Oasis, ein Jahr später traten Red Hot Chili Peppers, Beastie Boys und The Stooges mit Iggy Pop als Iggy and the Stooges auf.
2004 konnten zum ersten Mal alle 50.000 Karten verkauft werden. An zwei Tagen traten neben weiteren Pixies, Radiohead, Kraftwerk und The Cure auf. Die 2007er Ausgabe dauerte wieder drei Tage; neben den Red Hot Chili Peppers und Björk spielten die wiedervereinigten Rage Against the Machine vor 100.000 Zuschauern. Vom 25. bis zum 27. April 2008 fand das neunte Coachella Valley Music and Arts Festival statt, unter anderem waren Prince, Tegan and Sara, Portishead, Kraftwerk,  Death Cab for Cutie, Roger Waters, Jack Johnson und Fatboy Slim dabei.
2007 fand das Festival auf fünf Haupt- und mehreren kleineren Bühnen statt. Festivaltypisch sind die hippie-inspirierten Outfits. Die Veranstalter legen Wert auf Recycling und Nachhaltigkeit. Es gibt mehrere Öko-Initiativen, etwa von Künstlern aufwändig gestaltete Mülleimer und eine „Aufräumkompanie“.
Das zehnte Jubiläum des Festivals begann am 17. und endete am 19. April 2009. Unter den über 130 Gästen des Lineups waren u. a. Paul McCartney, The Ting Tings, Billy Talent, James Morrison, The Chemical Brothers, The Killers, Joss Stone, Groove Armada, Public Enemy sowie The Cure und die Yeah Yeah Yeahs. 2012 wurde bei dem Auftritt von Snoop Dogg und Dr. Dre ein Hologramm des 1996 verstorbenen Tupac Shakur projiziert, zu dem Hail Mary und 2 of Amerikaz Most Wanted gespielt wurden. Seit dem Festival 2015 ist die Verwendung von Selfiesticks auf dem Gelände verboten. 2016 traten am 16. und 23. April erstmals wieder Guns N’ Roses (mit Axl Rose, Slash und Duff McKagan) in einer Reunion auf.
Im April 2018 übernahm Beyoncé als erste schwarze Musikerin den Headline-Act auf dem Festival. In einer Show mit rund 100 schwarzen Musikern, Sängern und Tänzern stellte sie ihre eigene musikalische Entwicklung in Bezug zur Geschichte schwarzer Musik in den USA dar und thematisierte dabei auch rassistische und sexistische Strukturen. Die Entstehung, die Überlegungen zur Show und deren Vorbereitung beschreibt der Dokumentarfilm Homecoming, der auf Netflix zu sehen war.